# Anopheles borneensis
Anopheles borneensis är en tvåvingeart som beskrevs av Mcarthur 1949. Anopheles borneensis ingår i släktet Anopheles och familjen stickmyggor. Inga underarter finns listade i Catalogue of Life.